# 133 Mugdock Road
Unter der Adresse 133 Mugdock Road in der schottischen Stadt Milngavie in der Council Area East Dunbartonshire befindet sich eine Villa. Im Jahre 2002 wurde das Bauwerk in die schottischen Denkmallisten in der Kategorie B aufgenommen.

## Beschreibung
Die aus dem Jahr 1850 stammende Villa liegt am Ende einer kurzen Stichstraße der Mugdock Road, die das Stadtzentrum Milngavies mit den nördlichen Wohngebieten verbindet. Sie zählt zu den frühen Objekten des britischen Architekten John Thomas Rochead, dessen wohl bekanntestes Werk das 1869 fertiggestellte Wallace Monument ist. 1930 wurde der Villa ein Außengebäude hinzugefügt. Nach einer Komplettrestaurierung im Jahre 1963 wurde zwanzig Jahre später ein holzgerahmter Wintergarten ergänzt.
Die zweistöckige Villa weist einen L-förmigen Grundriss und architektonische Anleihen an den Tudorstil auf. Das Gebäude besteht aus grob behauenem Bruchstein. Für die Gebäudekanten wurde ebenso wie für die Fensterfaschen geglätteter Quaderstein verwendet, der auch bei den Zierbändern zum Einsatz kommt. Die einzelnen Gebäudeflügel schließen mit schiefergedeckten Satteldächern ab. Die Giebelflächen sind teils als Staffelgiebel gearbeitet. Der Eingangsbereich ist in einem runden Eckturm mit Treppenhaus untergebracht, der mit einem Kegeldach abschließt. Als Fenster sind meist kleinteilige Sprossenfenster verbaut. Eine Bruchsteinmauer mit flachen Decksteinen umfriedet das Grundstück. Ebenso wie die schlanken Torpfosten mit dem stählernen Tor ist sie explizit in den Denkmalunterlagen aufgeführt.